# パオロ・ネスポリ
パオロ・ネスポリ(Paolo Angelo Nespoli、1957年4月6日-)は、イタリアの宇宙飛行士である。2007年に、STS-120のミッションで、ディスカバリーに搭乗して初めて宇宙飛行を行った。2010年12月には、ソユーズTMA-20で2度目の宇宙飛行を行い、第26次長期滞在及び第27次長期滞在でフライトエンジニアとして国際宇宙ステーション(ISS)に滞在した。

## 個人
ネスポリの故郷はイタリア北部のヴェラーノ・ブリアンツァである。Alexandra Ryabovaと結婚しており、1人の娘がいる。ネスポリの趣味は、スキューバダイビング、飛行機の操縦、写真、電子装置の組立て、コンピュータソフトである。

## 教育
ニューヨークのPolytechnic Institute of New York Universityで1988年に航空宇宙工学の学士号、1989年に航空学及び宇宙航行学の修士号を取った。
彼はプロの技術者であり、自家用機のパイロットであり、優れたスキューバダイバーであり、nitroxダイバーである。また1977年にイタリア陸軍に入隊し、このバックグラウンドからパラシュートも得意である。

## 宇宙飛行士としてのキャリア

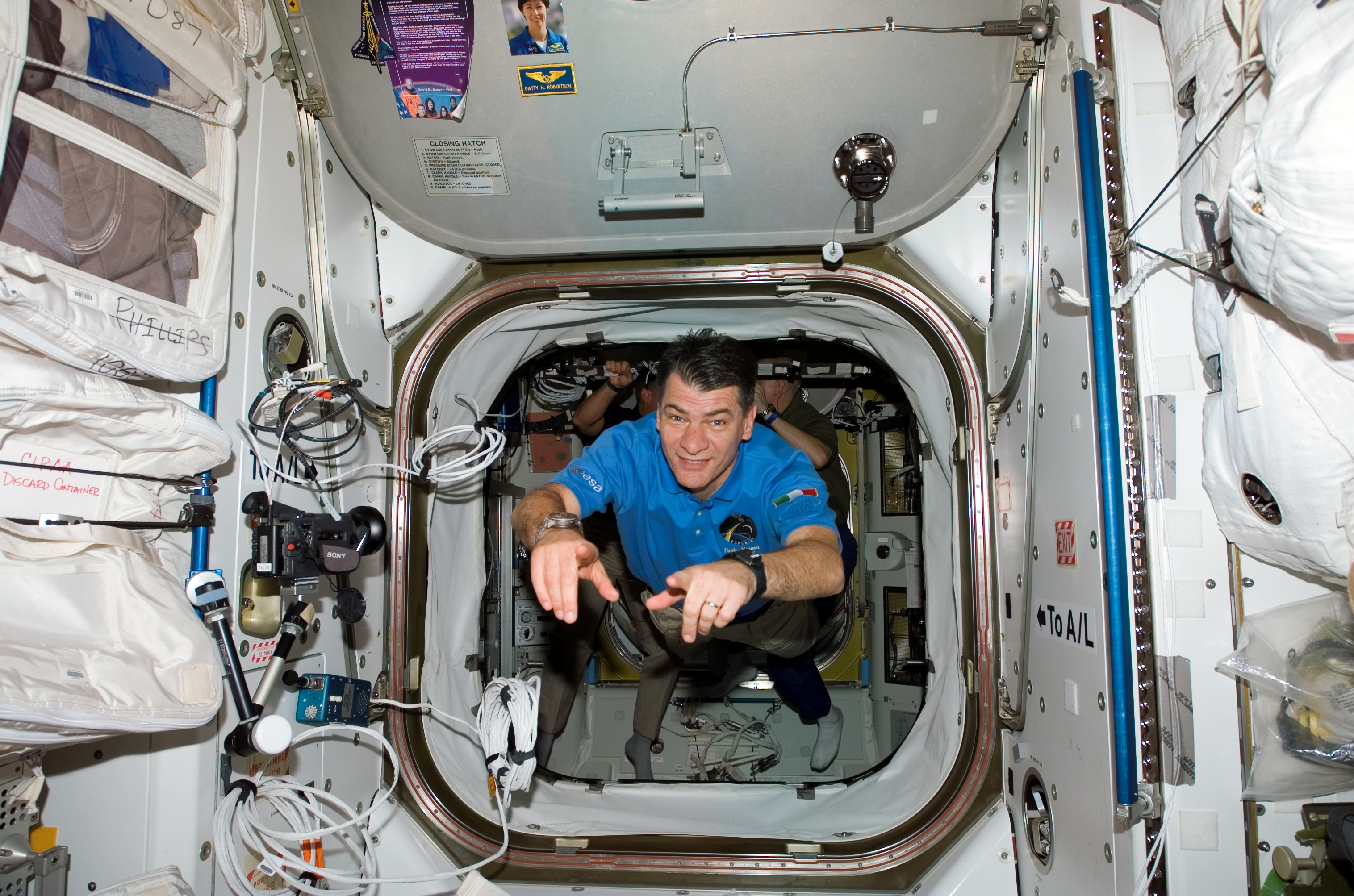
ISS内のパオロ・ネスポリ

1998年7月、彼はイタリア宇宙機関から宇宙飛行士に選ばれ、同年8月には欧州宇宙機関からアメリカ航空宇宙局のジョンソン宇宙センターで訓練を受けてくるように指示を受けた。

### STS-120
2007年10月23日、パオロはSTS-120でISSを訪れた。このミッションでは、タレス・アレーニア・スペースのトリノの施設で建造したハーモニーをISSに運んだ。彼はミッションスペシャリストとして参加し、15日と2時間23分滞在した。STS-120で、彼は欧州宇宙機関のEsperiaミッションに参加した。

### 第26/27次長期滞在
ネスポリは、第26/27次長期滞在ではフライトエンジニアを務め、ヨーロッパ人として3人目となる6ヵ月のミッションを行った。
2010年12月15日、ネスポリはソユーズTMA-20でバイコヌール宇宙基地を出発し、ロシア人宇宙飛行士のドミトリー・コンドラティェフ、アメリカ人宇宙飛行士のキャスリン・コールマンとともにISSを訪れた。3人は2011年5月に地球に帰還した。‘MagISStra’と名付けられたこのミッションは、ネスポリの2度目の宇宙飛行となった。
2010年12月から2011年5月にかけて、ISSでのネスポリの任務は、2度目の欧州補給機「ヨハネス・ケプラー」のドッキング操作等があった。1月初め、ネスポリはドキュメンタリー映画First Orbitの大部分の撮影を行い、撮影監督としてクレジットされることとなった。
ネスポリは、日本の宇宙ステーション補給機(HTV-2)の到着作業にも参加し、コールマンが捕獲したHTV-2をISSに係留させる作業を担当した。2011年5月には、アルファ磁気分光器(AMS-02)がスペースシャトルでISSに運ばれた。第27次長期滞在の期間である2011年5月4日、ネスポリの母のマリアが死去した。翌日、葬儀が行われる時間に合わせ、乗組員は1分間の黙祷を捧げた。
ネスポリは宇宙ステーションで、放射線測定から、油槽からの石油回収を向上させるための測定まで、様々な実験を行った。このミッションにおける科学プログラムは、人間の研究から、液体物理学、放射線、生物学、技術の実証まで、様々な分野に及んだ。
ネスポリは、欧州の提供施設コロンバスでも実験を行った。彼は宇宙飛行士として、ESA、NASAだけではなく、日本やカナダの宇宙庁のための実験も行った。またミッションの間、彼は"Mission X: Train Like an Astronaut"等のいくつかの教育活動も行った。また、ESAの3Dカメラを使ってISSの画像を撮影した。
2011年5月23日にソユーズTMA-20でISSを離れる際、彼はソユーズから、ISSにドッキングするスペースシャトルの姿を史上初めて撮影することができた。